# Thorleifs
Thorleifs var et svensk danseband der blev dannet i 1962.

## Diskografi

### Album (vinyl)
- Kommer hem till dig (1973)
- En dag i juni (1974)
- Gråt inga tårar (1975)
- Skänk mig dina tankar (1976)
- Alltid tillsammans (1976)
- Thorleifs bästa 72-75 (1977)
- Du bara du (1977)
- Kurragömma (1978)
- Sköt om dej (1979)
- 12 Golden Hits (1979)
- När dina ögon ler (1980)
- Johnny Blue (1981)
- Aurora (1982)
- Till Folkets Park (1987)

### Saxgodingar
- Saxgodingar instrumentalt (1981)
- Saxgodingar 2 (1983)
- Saxgodingar 3 (1987)
- Historien Thorleifs saxgodingar (1996)
- Saxgodingar 4 (1998)

### Album (CD)
- Stadens ende speleman (1988)
- Halva mitt hjärta (1989)
- Tillsammans (1991)
- Med dej vill jag leva (1992)
- Och du tände stjärnorna (1994)
- Historien Thorleifs (1995)
- På opfordring (1995)
- En liten ängel (1997)
- En lille engel (1997)
- En liten ängel - Live i Lillehammer (1997)
- Thorleifs Jul (1998)
- Thorleifs Karaoke (1998)
- På opfordring 2 (1999)
- Ingen är som Du. .. (2000)
- Mit dir will ich leben (2002)
- Thorleifs Hit Collection (2002)

### Singler
- Ra-ta-ta / Vårvinden (1970)
- Varför flyttar alla in till stan / Sommar vill vi ha (1971)
- I Mexicos land / Alla är små i vår värld (1971)
- Tom, Tom käre vän / Vad jag saknar dig (1971)
- Så minns jag / Alla gillar dig (1972)
- Ge mig svar / Nu är det som vanligt igen (1972)
- En dag i juni / En äkta rock'n roll (1973)
- Gråt inga tårar / Jag är så gla'‘‘ (1974)
- Skänk mig dina tankar / Lorna (1975)
- True love / Auld lang syne (1976)
- Gott Nytt År 1977 (1976)
- Steammachine bump / Aquador (1977)
- Om du lämnar mig / Tonio (1977)
- God jul 1977 från Thorleifs / Silent Night / Broken Souvenirs (1977)
- Julsånger / Skateboard (1978)
- Ra ta ta / Vårvinden (1979)
- Julhälsning / Ta' det lungt med min kompis / Blue Christmas (1980)
- 34:an / Ta´det lungt med min kompis (1980)
- Die fogelsong / Torlurfarnas julvisor (1981)
- Älska mig ikväll / Kan jag hjälpa att jag älskar dig ännu (1982)
- Du sköna jord/Swing'n Rock (1983)
- Ett paradis / A Morning at Cornwall (1988)
- Jul / A Morning at Cornwall (1989)
- Spar dina tårar / A morning at Cornwall (1989)
- Jag tror på dig / Simon & Garfunkel mix (1991)
- Då klappar hjärtan / Lite av din tid, lite av din kärlek / Ingen får mej att längta som du (1992)
- Jag vill ge dig en sång (1994)
- Och du tände stjärnorna (1994)
- Gråt inga tårar (Jubileum 1995)
- Med dig vil jeg leve / Fem røde roser till dej / Jag dansar med en ängel (Danmark 1995)
- Tre gringos / Hur är det möligt (1996)
- Græd ingen tårer (Danmark)
- En liten ängel (1997)
- Följ mej
- Hvem behøver guld og penge (Danmark)
- Ser du stjärnan i det blå
- Alle smukke glade dage (Danmark)
- Det halve af mit hjerte (Danmark)